# Aphnaeus uniformis
Aphnaeus uniformis is een vlinder uit de familie van de Lycaenidae. De wetenschappelijke naam van de soort is voor het eerst geldig gepubliceerd in 1882 door Moore.